# Glen Collins (giocatore di football americano)
Glen Leon Collins (Jackson, 10 luglio 1959) è un ex giocatore di football americano statunitense che ha militato nel ruolo di defensive lineman nella National Football League (NFL).

## Carriera
Al college Collins giocò a football a Mississippi State. Fu scelto nel corso del primo giro (26º assoluto) del Draft NFL 1982 dai Cincinnati Bengals. Vi giocò fino al 1985, con un primato in carriera di 5 sack nella sua seconda stagione. Nel 1987 giocò con i San Francisco 49ers e chiuse la carriera nel 1988 con gli Indianapolis Colts, senza tuttavia mai scendere in campo.